# 난지한강공원
난지한강공원(蘭芝漢江公園)은 서울특별시 마포구 상암동에 있는 한강공원이다. 서울특별시 마포구 상암동과 성산동 일원에 2002년 FIFA 월드컵을 기념하여 조성된 5개의 월드컵공원 중 하나이다. 한강변의 쓰레기 매립장이었던 난지도 쓰레기 매집장이 폐쇄된 자리와 그 주변에 조성하였다.

## 같이 보기
- 한강시민공원
- 한강
- 난지도 (서울)

 본 문서에는 서울특별시에서 지식공유 프로젝트를 통해 퍼블릭 도메인으로 공개한 저작물을 기초로 작성된 내용이 포함되어 있습니다.